# Prealpes de Lugano
Los Prealpes de Lugano (en italiano, Prealpi Luganesi), también llamados Prealpi Lombarde Occidentali ("Prealpes Lombardos occidentales") o Prealpi del Ceresio ("Prealpes del Ceresio") son una sección del gran sector Alpes del noroeste, según la clasificación SOIUSA. Su pico más alto es Pizzo de Gino, con 2.245 msnm. Se extienden por Suiza (Cantón del Tesino) e Italia (Lombardía). 

## Localización
Los Prealpes de Lugano se extienden entre el lago Mayor al oeste, la línea Locarno-Bellinzona-Gravedona al norte, el lago de Como-lago de Lecco al este y la llanura padana al sur. No se encuentran a lo largo de la cadena principal alpina sino que se encuentran al sur de los Alpes Lepontinos tras el paso San Jorio.

## Clasificación
Según la Partición de los Alpes del año 1926 los Prealpes de Lugano se incluían en una sección más amplia llamada Prealpes Lombardos.
Según la clasificación SOIUSA del 2005 forman una sección perteneciente al sector de los Alpes del noroeste.

## Subdivisión
De acuerdo con la SOIUSA, se pueden subdividir en dos subsecciones y cinco supergrupos:
- Prealpes Comascos:
  - Gino-Camoghè-Fiorina
  - Tremezzo-Generoso-Gordona
  - Cadena del Triángulo Lariano)
- Prealpies Varesinos:
  - Tamaro-Gambarogno-Lema
  - Piambello-Campo dei Fiori-Nudo.

## Nacimiento y declive de los deportes invernales
Como en todo el arco alpino, también en los Prealpes de Lugano, en los años sesenta, surgieron pequeñas estaciones de esquí, en cotas inferiores a 2.000 msnm, muchas de las cuales estaban compuestas por un solo telesilla. Entre ellas se pueden mencionar el Monte Tamaro, el Monte Lema, el Campo dei Fiori de Varese, el Monte Sette Termini, el Alpe Forcora, el monte Sasso del Ferro, Parque Monte San Primo, Lanzo-Sighignola, el Passo Cuvignone, el Monte Crocione, el Piano Rancio, Pian del Tivano, Bedea Novaggio, el Monte Boletto de Brunate, Consonno de Oggiono, Alpe di Neggia y el Mottarone (perteneciente en realidad a los Alpes Peninos, pero con un relieve típicamente prealpino). A partir de los primeros años noventa las nevadas siempre más escasas han ocasionado la clausura de casi todas las localidades, excepto Mottarone, Lanzo-Sighignola, Alpe Forcora, Alpe di Neggia y Bedea Novaggio.